# نیو ویندزور (حوزه سرشماری)، نیویورک
نیو ویندزور (به انگلیسی: New Windsor) یک منطقهٔ مسکونی در ایالات متحده آمریکا است که در نیویورک واقع شده‌است. نیو ویندزور ۸٬۹۲۲ نفر جمعیت دارد.